# Eric Steiner (Architekt)
Eric Steiner (* 3. März 1945 in Isleworth, England) ist ein österreichischer Architekt.

## Leben
In Großbritannien geboren, übersiedelte seine Familie 1947 nach Wien. Dort maturierte er 1963. In den Jahren 1963 bis 1964 arbeitete Steiner als Assistent von Feri Zotter als Maler und Bühnenbildner.
Während und nach seinem Architekturstudium an der Technischen Universität Wien (vor allem bei Karl Schwanzer und Erich Boltenstern) arbeitete er für Architekturbüros, unter anderem bei Ari Kaplan in Tel Aviv und Günther Feuerstein (Wien). Nach der 1976 abgelegten Ziviltechnikerprüfung gründete er sein eigenes Atelier, 1990 mit Heinz Neumann das Gemeinschaftsbüro Neumann & Steiner.
Von 1993 bis 1994 hatte Steiner einen Lehrauftrag an der TU Wien.
2015 schloss er beide Architekturbüros und übergab seine Archive dem Architekturzentrum Wien als Vorlass.

## Bauten (Auswahl)

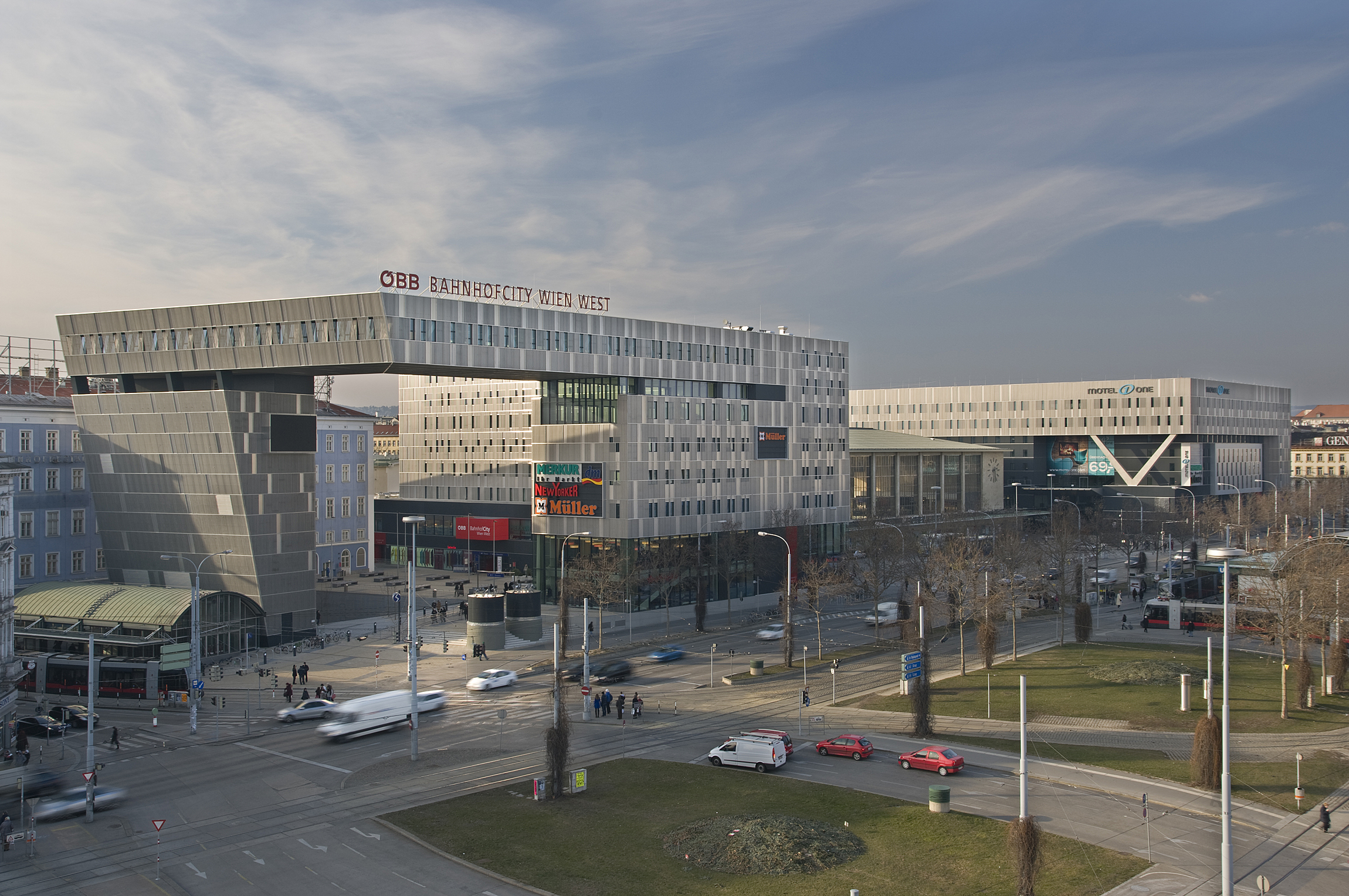
Bahnhof City Wien West.

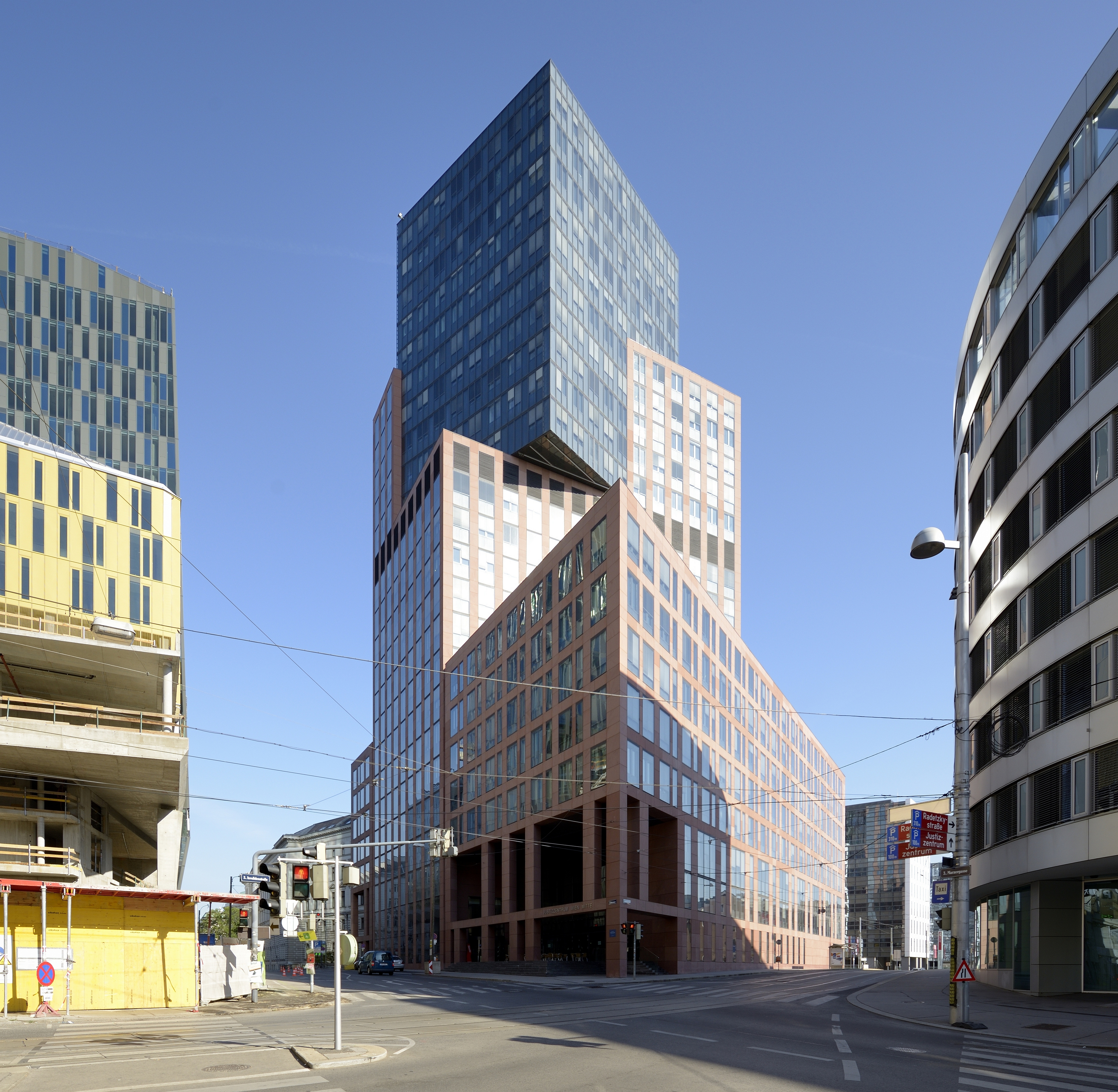
City Tower Vienna, Justizzentrum Wien-Mitte

- 1976 Wohnhausanlage Pölleritzergasse 23, 1230 Wien (mit Herbert Ursprunger)[5]
- 1986 Finanzlandesdirektion Salzburg, Aignerstraße 10, 5026 Salzburg (mit Heinz Neumann), Wettbewerbsrealisierung[6]
- 1987 Büro- und Ausstellungsgebäude Hebbelplatz 7 (10), 1100 Wien (mit Heinz Neumann)[7]
- 1991 Schule HBLVA Rosensteingasse (Höhere Bundeslehr- und Versuchsanstalt für chemische Industrie), Rosensteingasse 78, 1170 Wien (mit Heinz Neumann)[8]
- 1992 Bürohaus, Hebbelplatz 5, 1100 Wien (mit Heinz Neumann) Adolf Loos Architekturpreis
- 1993 IBIS Hotel, Kärntner Straße 18–20, 4020 Linz (mit Heinz Neumann), Wettbewerbsrealisierung
- 1994 Wohnhausanlage, Landstraßer Hauptstraße 148, 1030 Wien (mit Heinz Neumann), Wettbewerbsrealisierung
- 1997 Wohnhausanlage mit Studentenheim, Handelskai 78–86, 102–104, 1200 Wien (mit Heinz Neumann), Wettbewerbsrealisierung[9]
- 1998 Wohnhausanlage, Karl-Heinz-Straße 67, 1230 Wien[10]
- 1998 Amtsgebäude mit ÖAMTC-Zentralverwaltung, Leopoldstraße, 3400 Klosterneuburg (mit Heinz Neumann), Wettbewerbsrealisierung
- 1999 Wohnhausanlage Donau-City-Wien, Stiegen 1 und 2, Leonhard-Bernsteins-Straße 4–6, 1220 Wien[11]
- 2002 Bürohochhaus City Tower Wien, Marxergasse 1a, 1030 Wien (mit Heinz Neumann und Ortner & Ortner)[12]
- 2004 Landesdienstleistungszentrum Linz, Bahnhofsplatz 1, 4021 Linz (mit Heinz Neumann und Wolfgang Kaufmann), Wettbewerbsrealisierung[13]
- 2011 Westbahnhof Wien, 1150 Wien (mit Heinz Neumann), Wettbewerbsrealisierung[14]

## Auszeichnungen
- Adolf Loos Architekturpreis 1993
- Diva Award Immobilie des Jahres 2011 für BahnhofCity Wien West

## Ausstellungen
- 1962 Gemälde-Gemeinschaftsausstellung mit Peter Patzak in der Galerie des Studententheaters, Biberstraße, 1010 Wien[15]
- 1989 „Entwürfe für Wien“, Steyer-Haus, Kärntner Ring 7, 1010 Wien
- 1993 Adolf Loos-Architekturpreis, „Kulturkreis Looshaus“, 1010 Wien
- 1995 „80 Tage Wien Architektur, Festival“
- 1995 „Wien in Planung - Innen West“ (MA 21, Wien)
- 2001 Austrian Contemporary Art, Architecture, Design, Shanghai Art Museum

## Gewonnene Architekturwettbewerbe (Auswahl)
- 1982 Nationaler Wettbewerb: Landes- und Universitätssportzentrum Rif, 5400 Hallein (mit Neufra Architekten)
- 1984 Nationaler Wettbewerb: Finanzlandesdirektion Salzburg, 5026 Salzburg
- 1997 Nationaler Wettbewerb: Heeresunteroffiziersakademie Towarek-Kaserne Enns, 4470 Enns
- 1998 Internationaler Wettbewerb: Bebauung Hauptbahnhof Linz, 4021 Linz
- 2002 Internationaler Wettbewerb: Westbahnhof Wien, 1150 Wien[14]